# Київський телецентр
Не варто плутати з Будинком Українського радіо, який виконував роль головного телерадіоцентру Києва до зведення «Олівця».
Київський телецентр («Олівець») — хмарочос у Києві. Хмарочос будувався 1983—1992 роки. Висота споруди 97 метрів.

## Історія будівництва
З початку розміщення телецентру планувалося на Печерську, в районі кінотеатру «Зоряний», проте, коли в цьому районі почали зводити будинки, телецентр перенесли на ділянку біля обласної лікарні, на місці Лук'янівського єврейського кладовища. Будову почали зводити ще за часів СРСР, у 1983 році, хоча планували розпочати ще у 1960-х роках. Періодично будівельні роботи припинялися з огляду на обмежене фінансування. В результаті будівництво було закінчено вже у роки здобуття незалежності України — 30 грудня 1992 року.

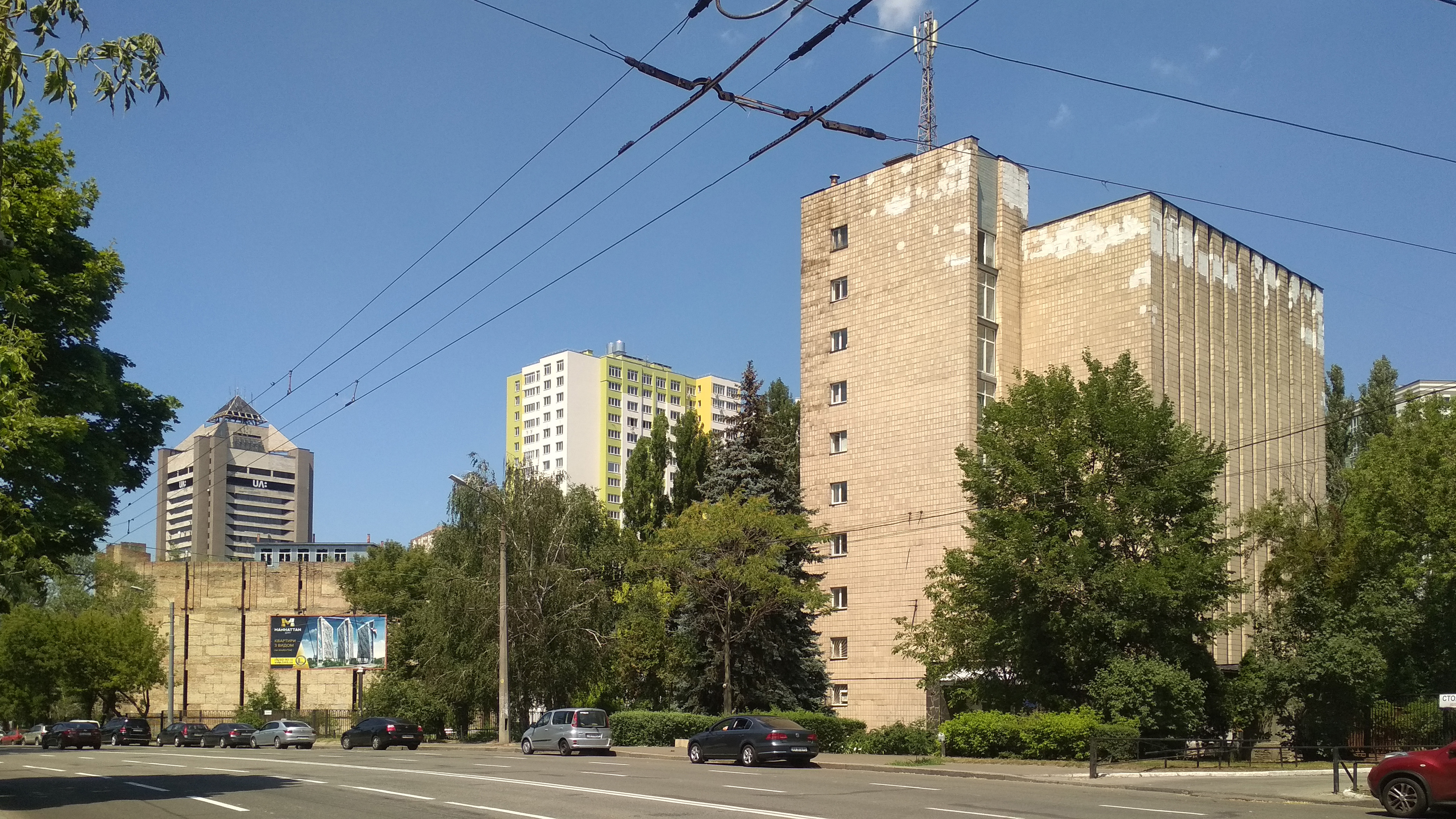
Краєвид на будівлю телецентру

З початку 1990-х років в будинку діє телецентр Національної телекомпанії України.
Перший директор Київського радіотелевізійного передавального центру (1972—2004) — Валеріан Сидоренко (1932—2012).
Технологічний комплекс телецентру охоплює 5 телеканалів: «Перший», «Суспільне Культура», «Суспільне Спорт», «Суспільне Київ» та «Суспільне Крим».

## Цікаві факти

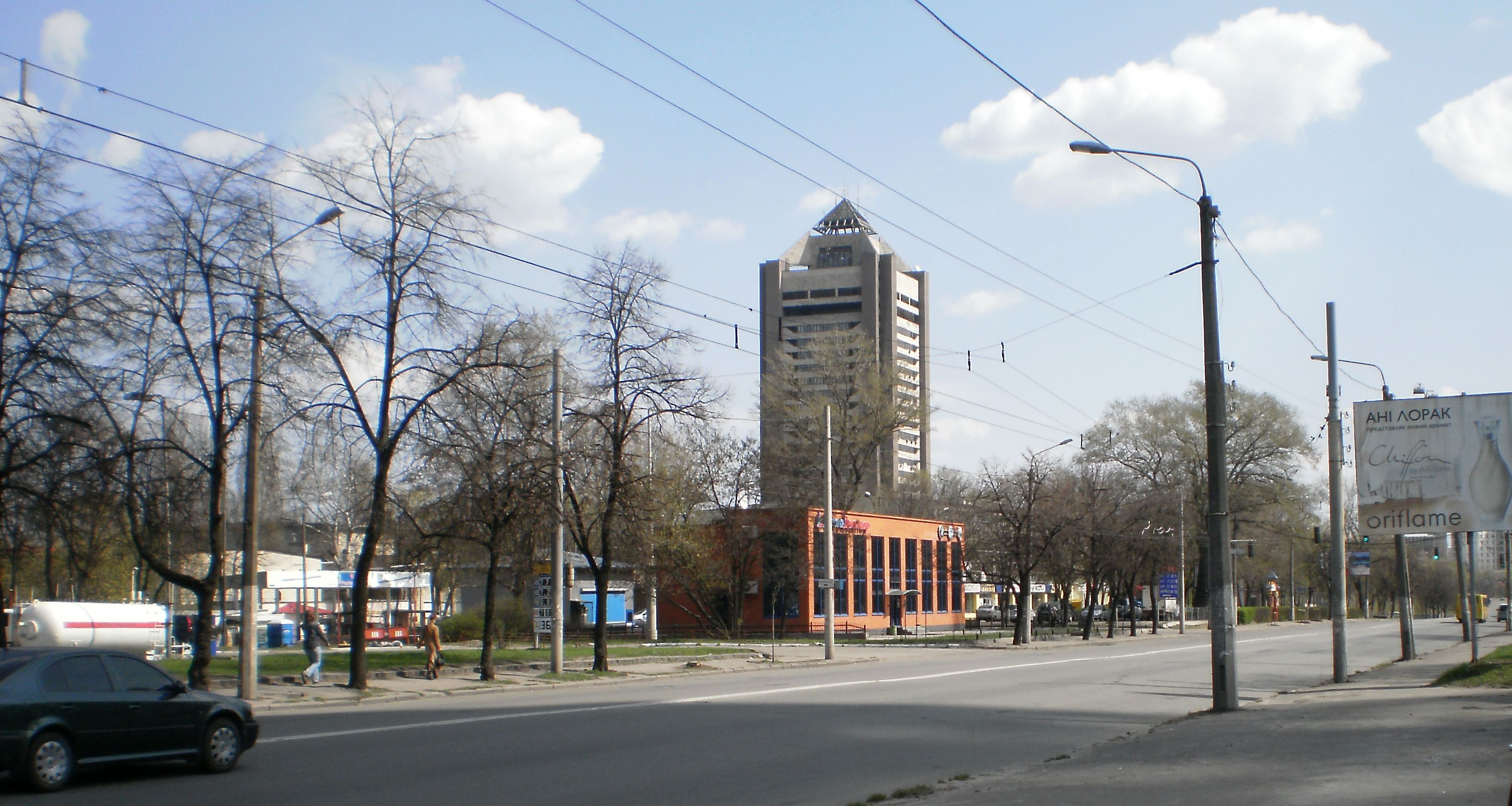
Хмарочос «Олівець» (25 квітня 2010)

- Під будівлею збудоване підземне сховище для роботи у «важкий період», потреба в якому була зумовлена холодною війною.
- Київський телецентр проєктувався як резервний за часів СРСР на випадок виходу з ладу телецентру «Останкіно» на випадок бойових дій або надзвичайних подій. Крім мовлення на Радянський Союз, передбачалася можливість висилання телепрограм із Києва в країни «соцтабору». Цим пояснюється масштабність проєкту, надмірна щодо потреб республіканського телебачення УРСР кінця 1980-х років.
- Наприкінці 1990-х років телецентр був оснащений сучасною електронною технікою вартістю в $13 500 000[2]
- Тут міститься апаратно-студійний комплекс телебачення з багатосвітловим вестибюлем, кіноконцертний зал на 450 посадочних місць, 8 телевізійних студій, 14 залів для репетицій, 17 відео-аппаратних комплексів, 4 зали для кіноперегляду. У хмарочосі можуть одночасно працювати 2500 осіб[3]
- Площа забудови становить 87 500 м².
- Це єдина в Києві будівля, що має свою власну пожежну частину, яка збудована через високу легкозаймистість споруди та надвелику кількість пожеж.
- Деякі частини споруди й досі лишились недобудованими, як-от приміщення концертної студії.
- 1 березня 2022 року будівля телецентру зазнала російських ракетних ударів по Київській телевежі[4].

## Консервація приміщення під час воєнного стану
8 листопада 2022 року було прийнято рішення про консервацію основної споруди Суспільного мовлення, з метою економії енергетичних ресурсів та забезпечення заходів безпеки персоналу.